# Kaple svatého Jana Křtitele (Deštná)
Kaple svatého Jana Křtitele stojí na severní straně města Deštná v okrese Jindřichův Hradec. Kaple z roku 1602 náleží k římskokatolické farnosti Deštná u Jindřichova Hradce a je kulturní památkou, která byla roku 1963 zapsána do Ústředního seznamu kulturních památek České republiky pod číslem 41740/3-1877.

## Historie

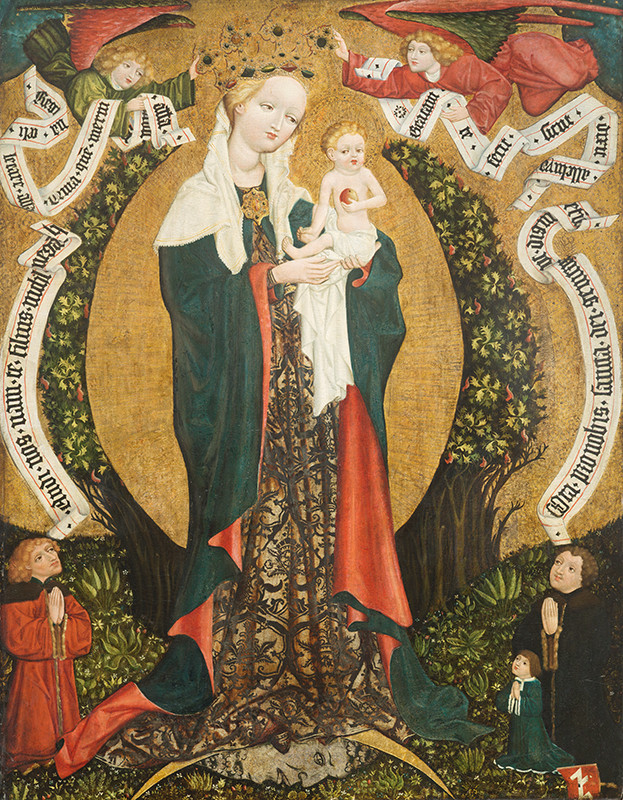
Assumpta z Deštné

Dle pověsti zde byl v roce 1599 objeven léčivý pramen. Díky milodarům od poutníků, kteří od roku 1600 užívali pramen k omytí a pití, byla nad svatojánským pramenem v roce 1602 postavena kaple. Kaple byla téhož roku zasvěcena svatému Janu Křtiteli. Díky prameni se kaple stala významným poutním místem, které během svátku sv. Jana Křtitele navštěvovalo až 8 000 poutníků.. Tradice svatojánské pouti v Deštné trvá dodnes. V průběhu 17. století se poblíž postavily lázně, které využívaly svatojanský pramen, ze kterého odváděly vodu ze studny v Kapli sv. Jana Křtitele  pomocí dřevěného potrubí. V lázních se vyléčilo mnoho lidí, včetně velkého počtu vojáků z třicetileté války.
V době, kdy vlastnil červenolhotecké panství a též Deštnou italský císařský rytmistr Antonio Bruccio, docházelo k velkému rozkvětu lázní. Nechal zde postavit další kapli svatého Antonína Paduánského, protože kaple svatého Jana Křtitele při poutích nedostačovala. Po smrti Bruccia však byla kaple zbořena, aby se mohly rozšířit lázně.
V roce 1811 darovala neznámá jindřichohradecká měšťanka kapli za své uzdravení v lázních obraz madony, již v kapli visel do roku 1895, kdy obraz zakoupila Společnost vlasteneckých přátel umění, následně se stalo součástí Národní galerie v Praze. Nyní se nachází v Anežském klášteře pod názvem Assumpta z Deštné.
V roce 1910 došlo k velkému požáru lázní, které byly z větší části postaveny ze dřeva. Shořely téměř všechny obrazy, milodary, staré knihy a rukopisy které zde byly po staletí uchovávány.
Kaple byla opravována roku 1951, 1968 a v letech 1996 - 1997.

## Popis
- Nad vchodem do kaple je latinský nápis "BENEDICITE FONTES DOMINO" (Blahořečte pramenu Páně) a chronogram MDC (1600)
- V kapli jsou vyvěšené malby katolického kněze Bedřicha Kamarýta.
- Uvnitř kaple se nachází studna.
- Před kaplí je lavička a informační tabule.

## Galerie

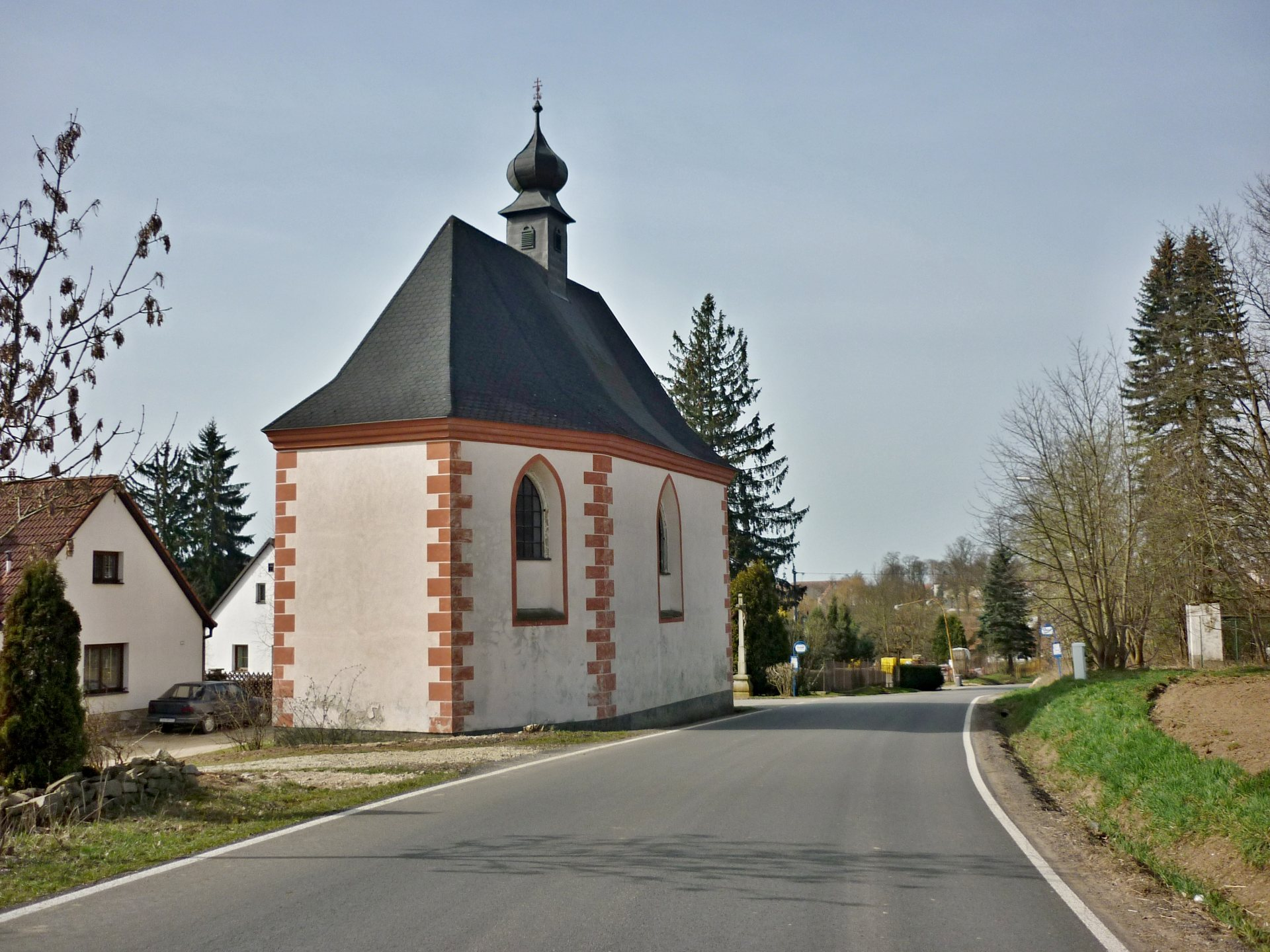
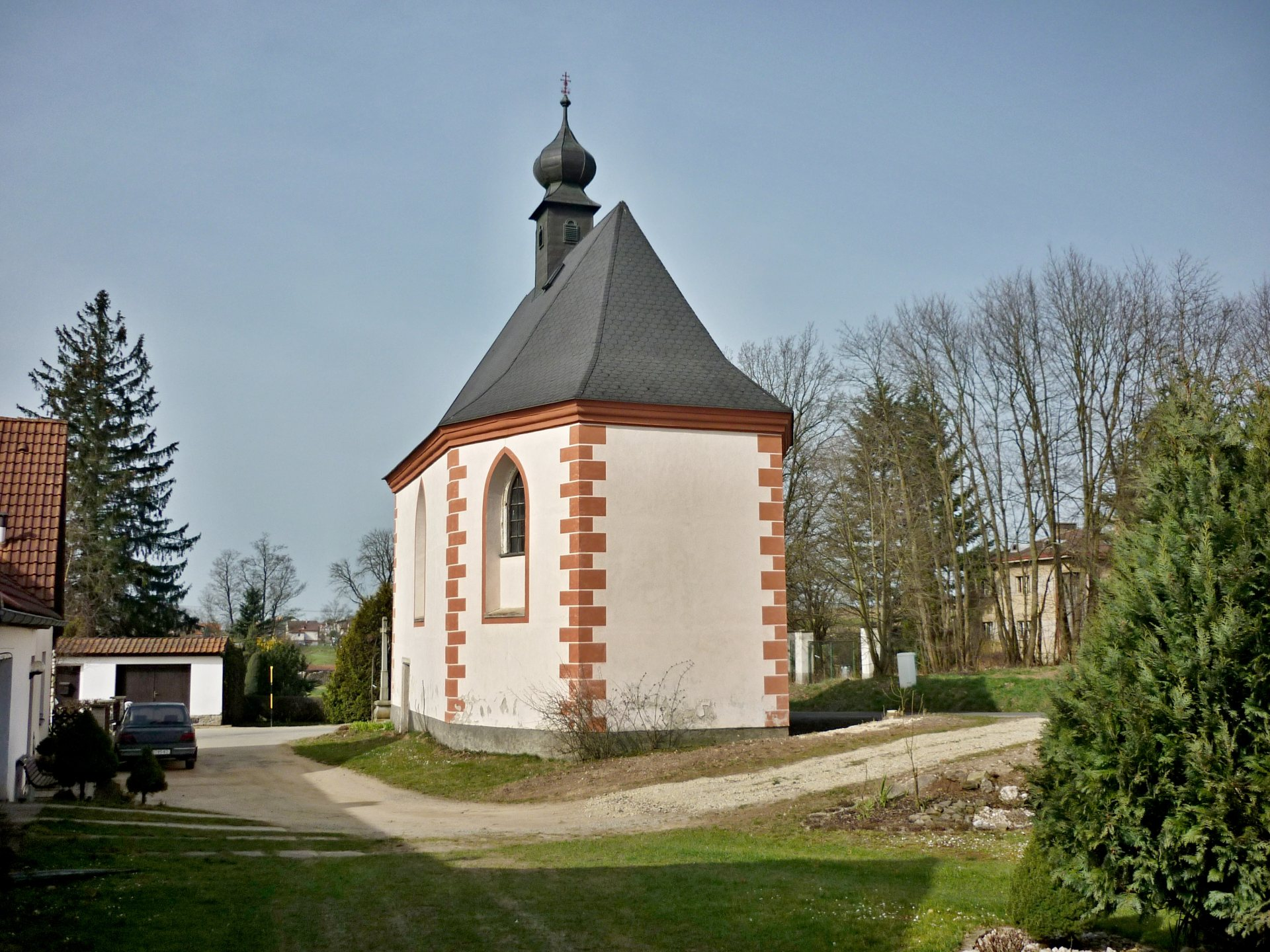
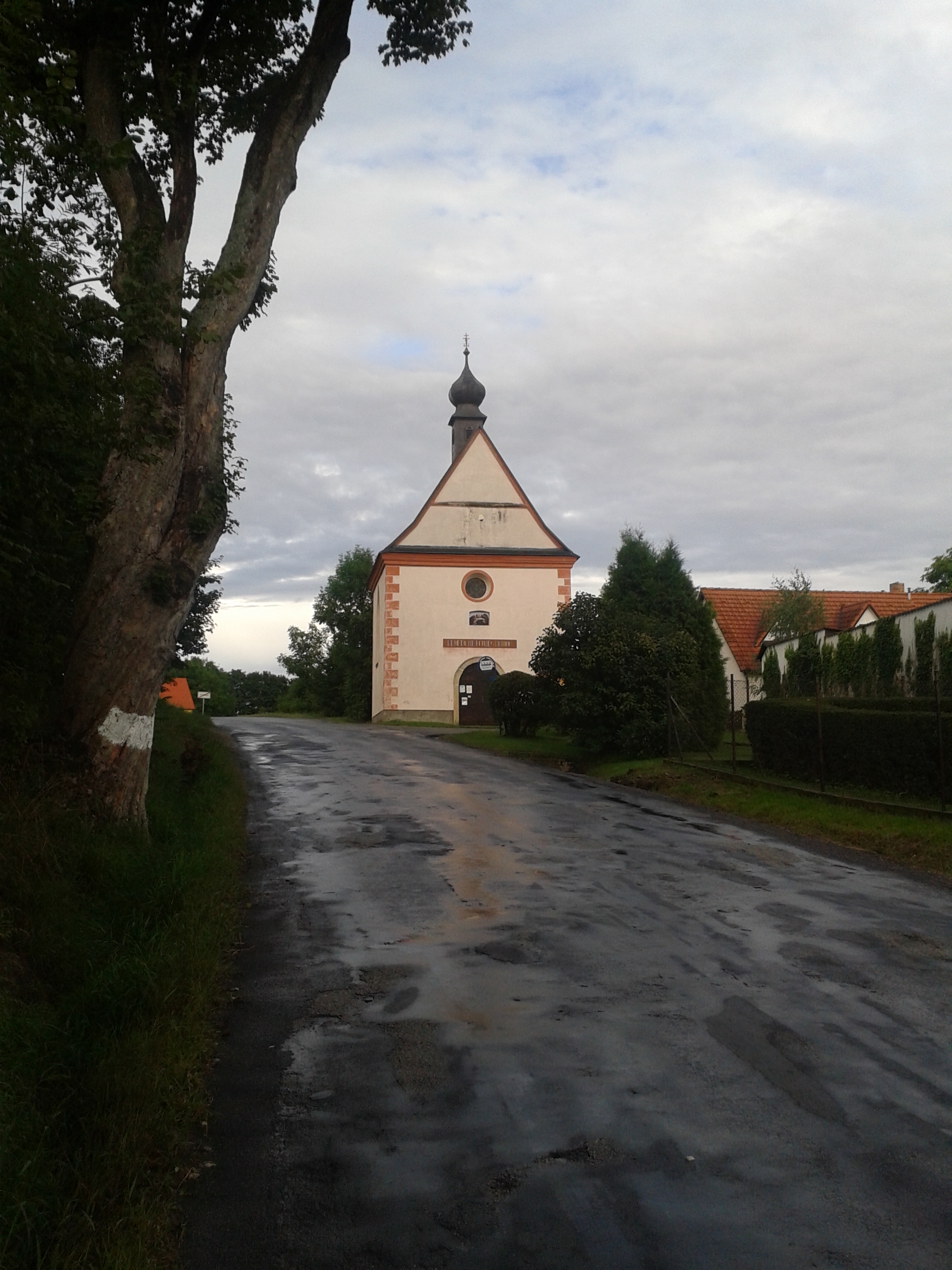
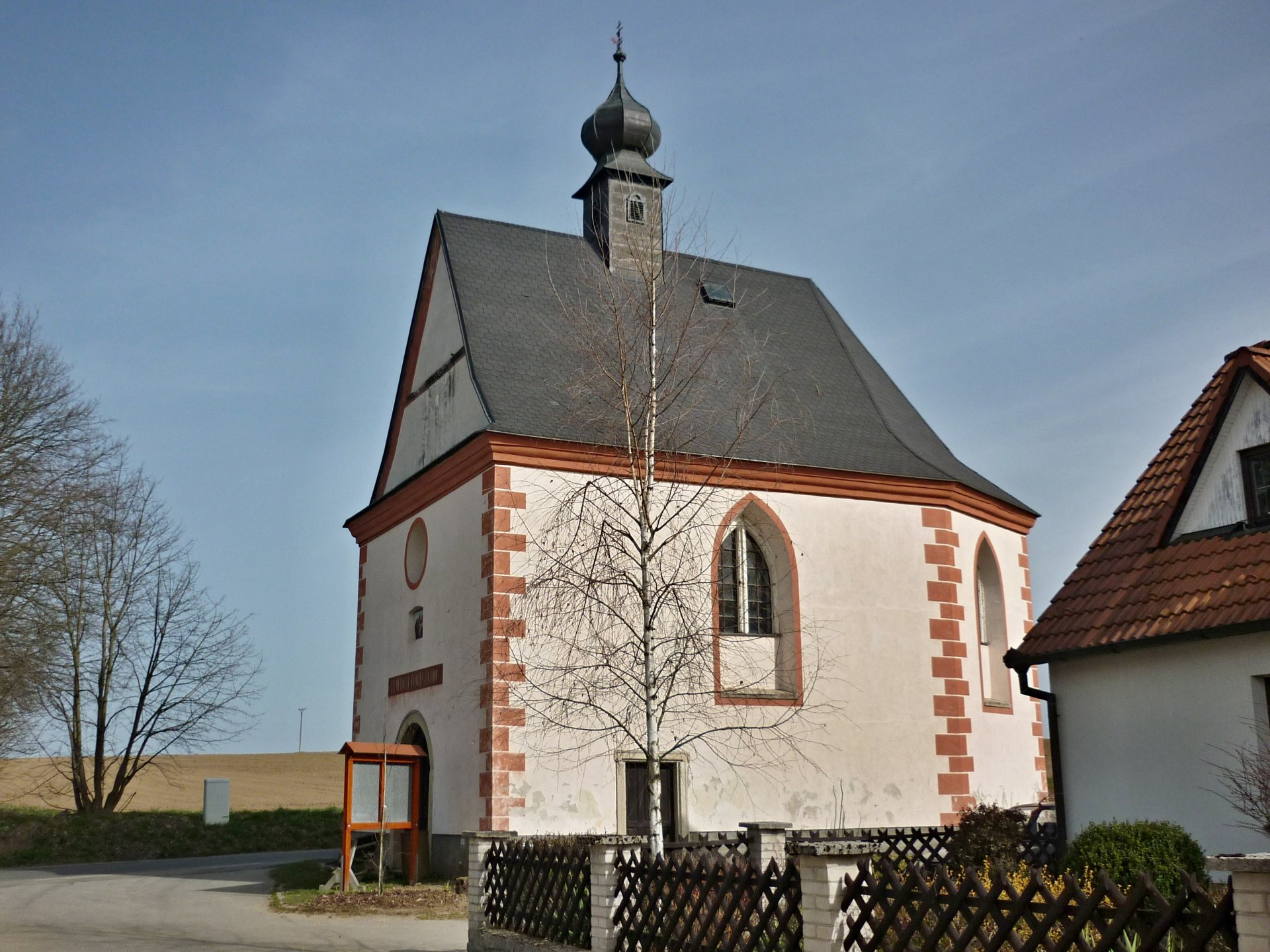